# 國立站

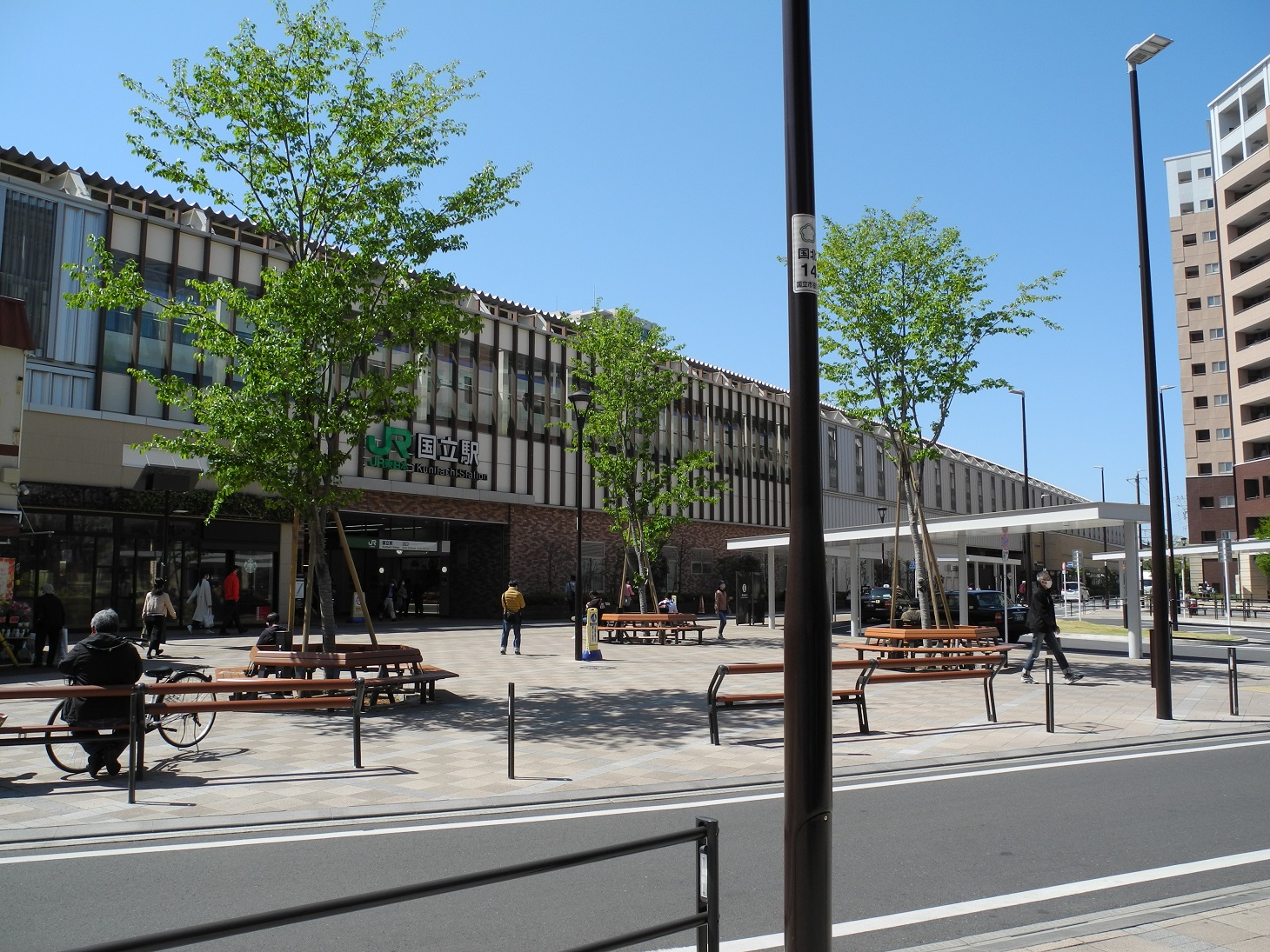
北口（2021年4月）

國立站（日语：／ Kunitachi eki */?）是位於日本東京都國立市北，屬於東日本旅客鐵道（JR東日本）的鐵路車站。國立市的市名即源自於此站。
中央本線與其分岔通往新小平站的武藏野線支線（國立支線）皆在本站停靠。此支線設有與中央本線和武藏野線直通的貨物列車與「武藏野號列車」、臨時旅客列車等列車使用。中央本線包括此站的路段在運行系統上顯示為「中央線」。運行形態的詳細資料參見該條目。

## 車站構造
本站為對向式月台2面3線的高架車站。此站東方起分岔出單線的國立支線。下行線（1號）、上行線（2號）分別於2009年1月11日與2010年11月7日高架化。2012年12月16日新設上行正線。驗票閘口在2013年1月13日統一為高架橋下的1個，停止使用北口站舍。，2016年4月24日則在西側新設nonowa口。車站大廳與月台之間設有扶手電梯、樓梯與升降機。

### 月台配置
| 月台 | 路線   | 方向 | 目的地                 | 備註                                       |
| ---- | ------ | ---- | ---------------------- | ------------------------------------------ |
| 1    | 中央線 | 下行 | 立川、八王子、高尾方向 | 立川站起往 青梅線直通 （往青梅方向的列車） |
| 2、3 | 中央線 | 上行 | 三鷹、新宿、東京方向   |                                            |

（來源：JR東日本:車站構內圖（页面存档备份，存于））

### 舊站舍保留問題

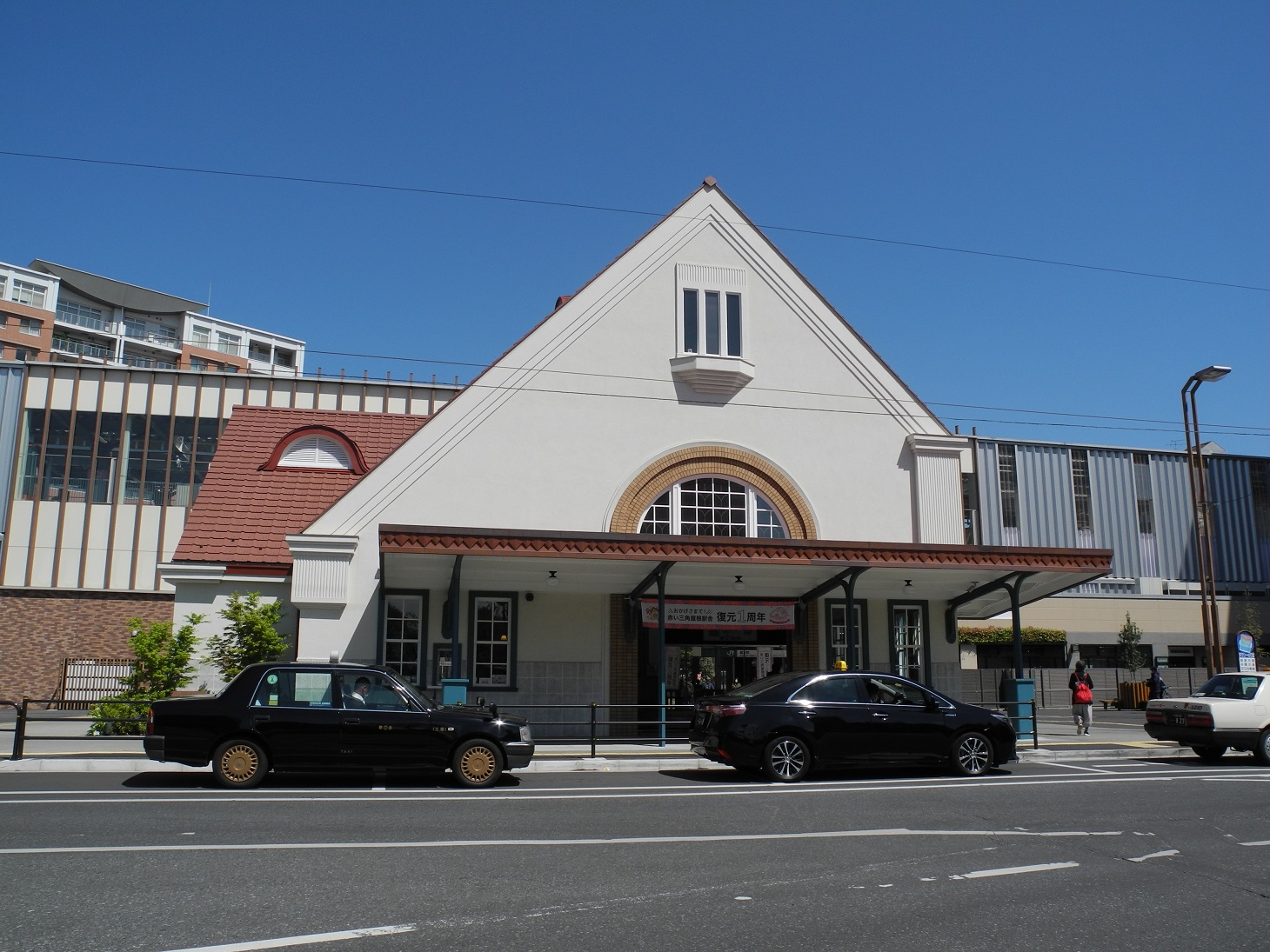
於2020年復原完的舊國立站南口 （2021年4月）

國立站原有的南口站舍以木建成，是繼原宿站後東京都內第二老的木造站舍，具有高度歷史價值。這座木造站舍也令國立站獲選為關東車站百選（第二輪）之一。
但由於中央線需要高架化，舊站舍在工程範圍內，需要被拆毀。國立市政府曾要求JR東日本以鐵道遺產的名義保留此站舍，但遭到拒絕。此外，市政府也曾要求東京都政府動用高架化工程的撥款協助此站舍，但同樣遭到拒絕。結果，市政府需要自費保護這座站舍。市政府曾提出把整座站舍移動到別處的計劃，但因為計劃耗資龐大，其預算最終遭市議會否決。
最後，市政府妥協，以先解體後原地（或附近）重組的方式保留站舍。舊站舍在2006年10月8日最後一天服務後被封閉，同月10日以可重組的方式拆卸，所有組件以國立市政府資金保存。此外，為了確保所有組件得到妥善保護和把重建站舍放在優先順位，市政府於同月26日把站舍列為文化財產。
2020年4月6日，舊站舍完成復原，重新作爲公共空間開放。

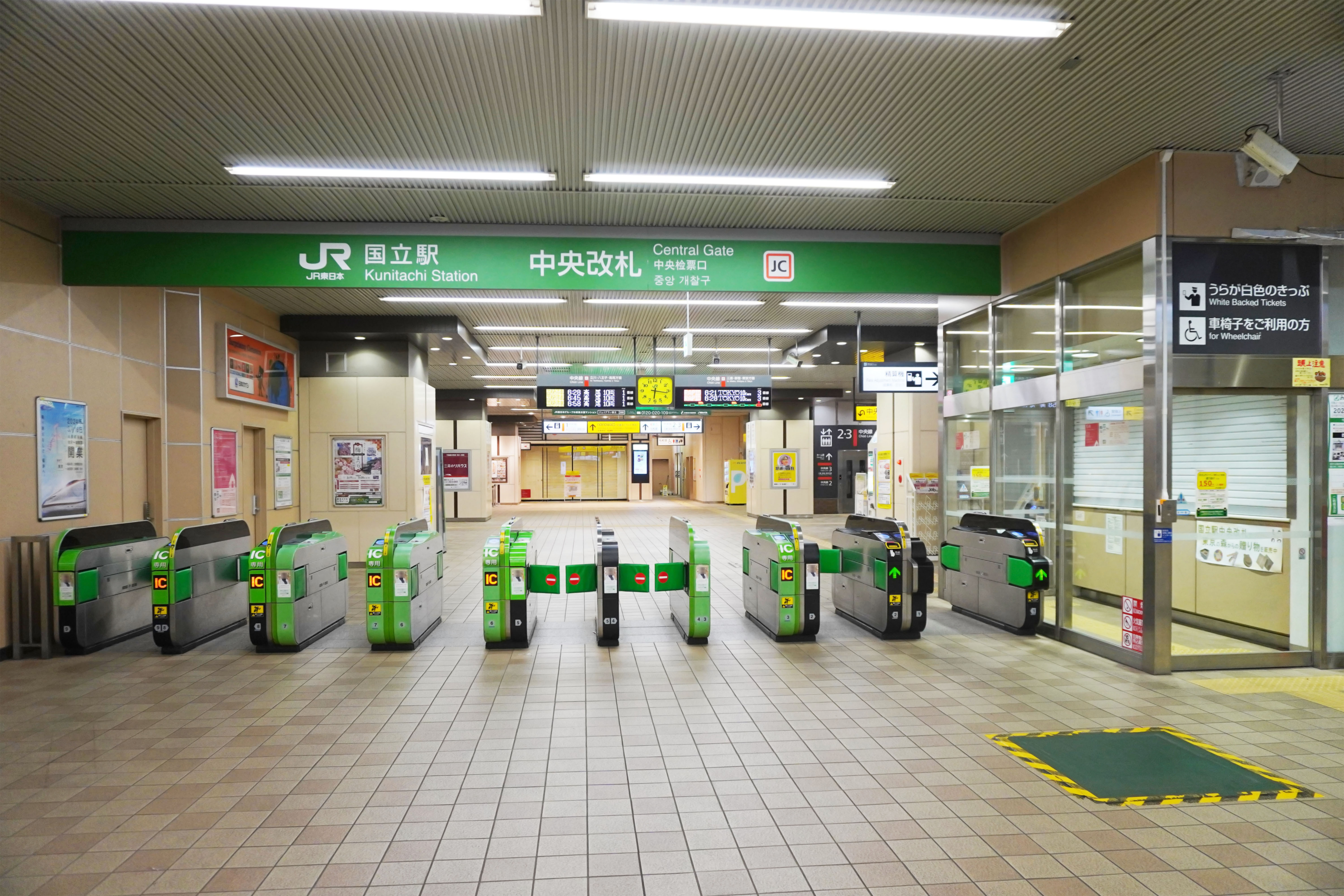
中央驗票閘口（2024年1月）
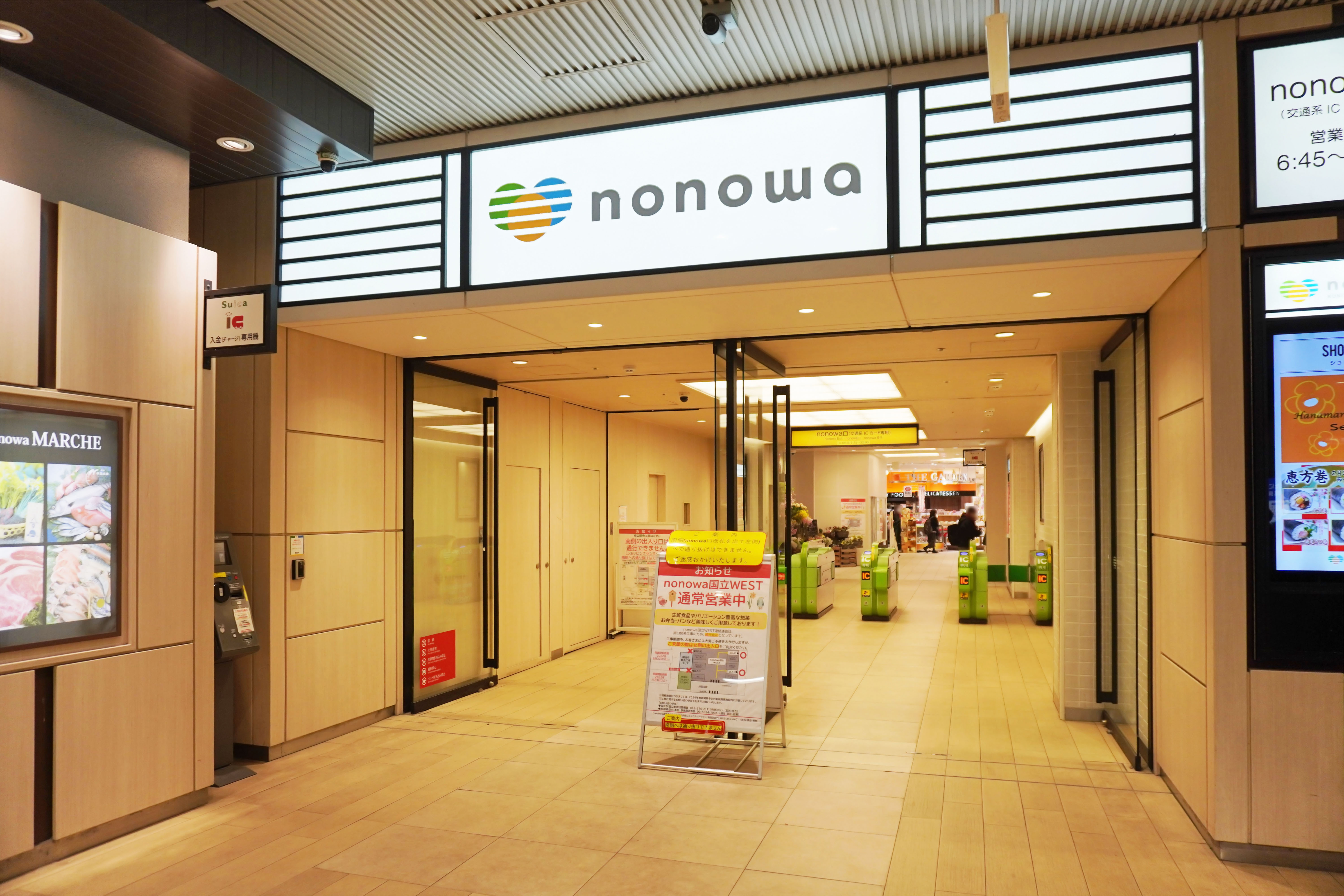
nonowa 驗票閘口（2024年1月）
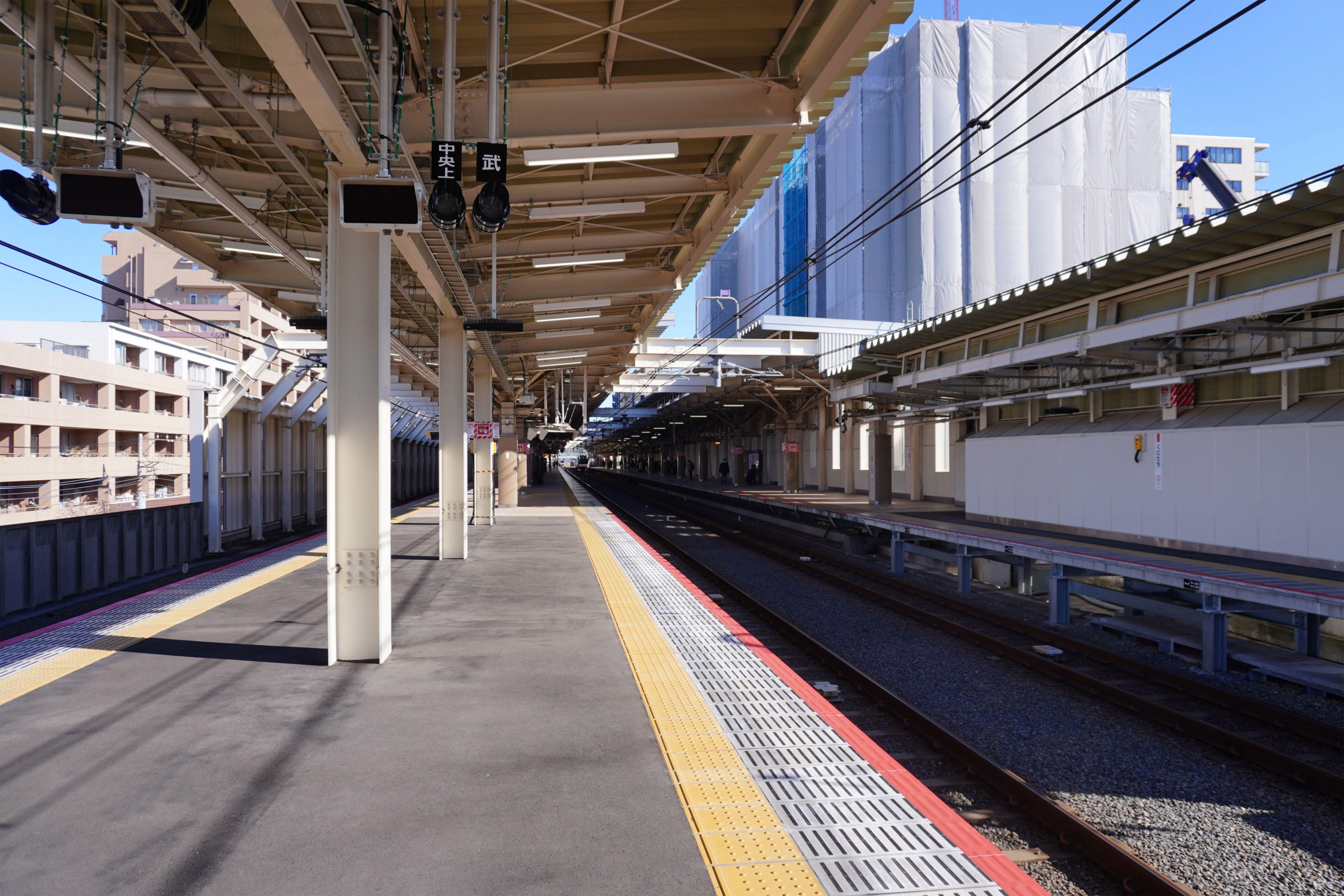
月台（2024年1月）

## 使用情況
2019年（令和元年）度1日平均上車人次為53,532人。JR東日本車站當中排行第90位。
近年的推移如下表。
| 年度               | 1日平均 上車人次 | 來源     |
| ------------------ | ---------------- | -------- |
| 1990年（平成02年） | 55,685           | [ * 1 ]  |
| 1991年（平成03年） | 57,262           | [ * 2 ]  |
| 1992年（平成04年） | 57,759           | [ * 3 ]  |
| 1993年（平成05年） | 58,170           | [ * 4 ]  |
| 1994年（平成06年） | 57,000           | [ * 5 ]  |
| 1995年（平成07年） | 56,336           | [ * 6 ]  |
| 1996年（平成08年） | 56,479           | [ * 7 ]  |
| 1997年（平成09年） | 55,533           | [ * 8 ]  |
| 1998年（平成10年） | 54,844           | [ * 9 ]  |
| 1999年（平成11年） | 54,861           | [ * 10 ] |
| 2000年（平成12年） | 54,787           | [ * 11 ] |
| 2001年（平成13年） | 55,064           | [ * 12 ] |
| 2002年（平成14年） | 54,833           | [ * 13 ] |
| 2003年（平成15年） | 55,245           | [ * 14 ] |
| 2004年（平成16年） | 54,827           | [ * 15 ] |
| 2005年（平成17年） | 54,902           | [ * 16 ] |
| 2006年（平成18年） | 54,979           | [ * 17 ] |
| 2007年（平成19年） | 54,872           | [ * 18 ] |
| 2008年（平成20年） | 54,243           | [ * 19 ] |
| 2009年（平成21年） | 53,345           | [ * 20 ] |
| 2010年（平成22年） | 52,635           | [ * 21 ] |
| 2011年（平成23年） | 52,097           | [ * 22 ] |
| 2012年（平成24年） | 52,686           | [ * 23 ] |
| 2013年（平成25年） | 53,237           | [ * 24 ] |
| 2014年（平成26年） | 52,518           | [ * 25 ] |
| 2015年（平成27年） | 53,274           | [ * 26 ] |
| 2016年（平成28年） | 53,712           | [ * 27 ] |
| 2017年（平成29年） | 54,134           | [ * 28 ] |
| 2018年（平成30年） | 54,049           | [ * 29 ] |
| 2019年（令和元年） | 53,532           |          |

## 歷史
- 大約在1925年，箱根土地（太子酒店集團的前身）的堤康次郎計畫開發此區成為學園都市。計劃預定在車站南口鋪設網三個方向延伸的道路。
- 1926年（大正15年）
  - 3月1日－開設谷保號誌站。
  - 4月1日－本站開業，成為日本國鐵旗下車站。同日開辦客貨運服務。
  - 為了吸引大學（東京商科大学，現一橋大學）和居民遷入此區，箱根土地決定自資興建車站，然後轉讓給鐵道省。由於車站位於中央本線國分寺站和立川站中間，因此站名在這兩個原有車站的名稱中各取一字而成。
- 1928年（昭和3年）10月15日－中央線雙線化工程完成至本站。
- 1929年（昭和4年）
  - 3月1日－中央線雙線化工程完成至立川站。
  - 3月5日－中央線電氣化完成，東京至本站一段首先投入服務。6月16日本站至立川段也投入服務。
- 1951年（昭和26年）－車站所在地谷保村按法規被升格為町，町名也就按站名而命名為國立町。
- 1962年（昭和37年）10月25日－貨運服務停業。
- 1973年（昭和48年）4月1日－武藏野線貨物支線開業。
- 1987年（昭和62年）4月1日－國鐵分割民營化，車站由JR東日本接手經營。
- 1998年（平成13年）－當選關東車站百選（第二輪）。
- 2001年（平成13年）11月18日－IC智能卡系統Suica投入服務。
- 2003年（平成15年）6月：開始高架化工程。

## 相鄰車站
東日本旅客鐵道
 中央線
■通勤特快、■中央特快、■青梅特快、■通勤快速
通過
■快速（下行視作「各站停車」）
西國分寺（JC 17）－國立（JC 18）－立川（JC 19）
■武藏野線直通（經武藏野線貨物支線（國立支線））
■武藏野號
新小平（JM 32）－國立（JC 18）－立川（JC 19）
按：國立支線在JR東日本的車費計算系統並沒有此路段的營業距離數據，途經的客運列車均會以途經西國分寺站的方式計算車資。

### 使用情況
1. ↑  東京都統計年鑑 （页面存档备份，存于） - 東京都
2. ↑  統計くにたち （页面存档备份，存于） - 国立市

JR東日本1999年度以後的上車人次
1. ↑  各駅の乗車人員（1999年度） （页面存档备份，存于） - JR東日本
2. ↑  各駅の乗車人員（2000年度） （页面存档备份，存于） - JR東日本
3. ↑  各駅の乗車人員（2001年度） （页面存档备份，存于） - JR東日本
4. ↑  各駅の乗車人員（2002年度） （页面存档备份，存于） - JR東日本
5. ↑  各駅の乗車人員（2003年度） （页面存档备份，存于） - JR東日本
6. ↑  各駅の乗車人員（2004年度） （页面存档备份，存于） - JR東日本
7. ↑  各駅の乗車人員（2005年度） （页面存档备份，存于） - JR東日本
8. ↑  各駅の乗車人員（2006年度） （页面存档备份，存于） - JR東日本
9. ↑  各駅の乗車人員（2007年度） （页面存档备份，存于） - JR東日本
10. ↑  各駅の乗車人員（2008年度） （页面存档备份，存于） - JR東日本
11. ↑  各駅の乗車人員（2009年度） （页面存档备份，存于） - JR東日本
12. ↑  各駅の乗車人員（2010年度） （页面存档备份，存于） - JR東日本
13. ↑  各駅の乗車人員（2011年度） （页面存档备份，存于） - JR東日本
14. ↑  各駅の乗車人員（2012年度） （页面存档备份，存于） - JR東日本
15. ↑  各駅の乗車人員（2013年度） （页面存档备份，存于） - JR東日本
16. ↑  各駅の乗車人員（2014年度） （页面存档备份，存于） - JR東日本
17. ↑  各駅の乗車人員（2015年度） （页面存档备份，存于） - JR東日本
18. ↑  各駅の乗車人員（2016年度） （页面存档备份，存于） - JR東日本
19. ↑  各駅の乗車人員（2017年度） （页面存档备份，存于） - JR東日本
20. ↑  各駅の乗車人員（2018年度） （页面存档备份，存于） - JR東日本
21. ↑  各駅の乗車人員（2019年度） （页面存档备份，存于） - JR東日本

東京都統計年鑑
1. ↑  .   [2020-07-29]. （原始内容存档于2016-03-05）.
2. ↑  .   [2020-07-29]. （原始内容存档于2016-03-05）.
3. ↑  .   [2017-12-08]. （原始内容存档于2013-08-15）.
4. ↑  .   [2017-12-08]. （原始内容存档于2013-02-03）.
5. ↑  .   [2017-12-08]. （原始内容存档于2013-02-03）.
6. ↑  .   [2017-12-08]. （原始内容存档于2013-02-03）.
7. ↑  .   [2017-12-08]. （原始内容存档于2013-02-03）.
8. ↑  .   [2017-12-08]. （原始内容存档于2016-03-04）.
9. ↑  東京都統計年鑑（平成10年）PDF
10. ↑  東京都統計年鑑（平成11年）PDF
11. ↑  .   [2017-12-08]. （原始内容存档于2016-03-04）.
12. ↑  .   [2017-12-08]. （原始内容存档于2016-03-04）.
13. ↑  .   [2017-12-08]. （原始内容存档于2017-07-29）.
14. ↑  .   [2017-12-08]. （原始内容存档于2017-07-29）.
15. ↑  .   [2017-12-08]. （原始内容存档于2017-07-29）.
16. ↑  .   [2017-12-08]. （原始内容存档于2017-07-29）.
17. ↑  .   [2017-12-08]. （原始内容存档于2017-07-29）.
18. ↑  .   [2017-12-08]. （原始内容存档于2017-07-29）.
19. ↑  .   [2017-12-08]. （原始内容存档于2017-07-29）.
20. ↑  .   [2017-12-08]. （原始内容存档于2016-03-26）.
21. ↑  .   [2017-12-08]. （原始内容存档于2016-03-27）.
22. ↑  .   [2017-12-08]. （原始内容存档于2016-03-25）.
23. ↑  .   [2017-12-08]. （原始内容存档于2016-03-27）.
24. ↑  .   [2017-12-08]. （原始内容存档于2016-03-22）.
25. ↑  .   [2017-12-08]. （原始内容存档于2017-07-30）.
26. ↑  .   [2017-12-08]. （原始内容存档于2018-11-09）.
27. ↑  .   [2020-07-29]. （原始内容存档于2019-05-02）.
28. ↑  .   [2020-07-29]. （原始内容存档于2019-12-03）.
29. ↑  .   [2020-07-29]. （原始内容存档于2020-08-04）.

## 外部連結
- 車站資訊（國立）：東日本旅客鐵道

35°41′56.41″N 139°26′46.41″E / 35.6990028°N 139.4462250°E